# Denstone
Denstone – wieś w Anglii, w hrabstwie Staffordshire, w dystrykcie East Staffordshire. Leży 25 km na północny wschód od miasta Stafford i 201 km na północny zachód od Londynu.